# 山口宗永
山口宗永（日语：やまぐち むねなが，天文14年（1545年） - 慶長5年8月3日（1600年9月10日）），日本戰國及安土桃山時代的武將、大名。山口光廣之子。加賀大聖寺城主。一說為山城宇治田原城主、近江大石淀城主。通稱玄蕃允、玄蕃頭。別名正弘。後出家自號「宗永」。兒子為修弘、弘定，女兒為池田重利之妻。

## 簡歷
山口宗永出生於天文14年（1545年），是山口光廣（甚介）之子。
起初仕於豐臣秀吉，文禄2年（1593年）大友義統遭改易後，跟隨前往豊後。慶長2年（1597年）小早川氏由秀吉外甥小早川秀秋繼承，宗永以家老身分擔任輔佐人，並於小早川領實施檢地，慶長之役時，也跟隨秀秋渡海前往朝鮮擔任輔佐。於蔚山城之戰率領小早川勢前往救援加藤清正（於蔚山倭城籠城）。但後來與秀秋關係交惡。秀秋於慶長3年（1598年）自筑前名島城轉封至越前北之庄城，宗永成為加賀大聖寺城的獨立大名。之後，秀秋的轉封取消而回到舊領，但宗永留在加賀。
慶長5年（1600年）關原之戰時，宗永加入石田三成的西軍。7月26日，東軍加賀金澤的前田利長率領約2萬軍自金澤城出擊，西軍的丹羽長重於小松城據險而守。宗永除了加強大聖寺城的守備之外，也向北之庄城的青木一矩及小松城的丹羽長重求援。8月2日，利長派九里九郎兵衛、村井久左衛門擔任使者向宗永勸降，但遭到宗永拒絕。
前田勢於是開始進攻。防守方山口宗永的嫡男山口修弘率軍潛行打算偷襲，但被前田勢先鋒山崎長德發現而遭到擊退，山口修弘收攏敗兵後撤退。前田勢先鋒山崎隊以及來援的長連龍隊進攻至城池外圍，修弘果敢地率兵出擊，一時造成前田勢極大傷亡，但前田勢鐵砲隊一齊射擊下，修弘往城内退却。前田趁勢進軍加強攻擊，宗永父子也率山口勢反擊。但由於兵力懸殊（2萬對500餘），宗永向前田傳達降伏之意，但由於之前軍隊損失過大，前田方拒絕了山口請降的請求，向城内突擊。
8月3日傍晚，大聖寺城陷落，宗永、修弘父子自殺。宗永的次男弘定，於大坂之陣加入豐臣方而戰死。